# Neobisium brevipes brevipes
Neobisium brevipes brevipes es una subespecie de arácnido del orden Pseudoscorpionida de la familia Neobisiidae.

## Distribución geográfica
Se encuentra en Hungría y Rumania.